# 万宝鎮
万宝鎮（ばんぽうちん）は中華人民共和国湖南省婁底市婁星区の鎮。

## 行政区画
- 新坪村
- 株山村
- 万宝村
- 竜井村
- 旺興村
- 芭蕉村
- 群益村
- 高沖村
- 青山村
- 滸石村
- 江渓村
- 石埠村
- 埡古村
- 磨石村
- 新柏村
- 清江村
- 福善村
- 大塘村
- 匡家村
- 新致村
- 東方紅村
- 喬泉村
- 石林村
- 富沖村

## 歴史
2015年、茶園鎮を吸収合併する。

## 地理
万宝鎮は婁星区西部に位置し、北は大科街道と、東は毛田鎮と、西北は水洞底鎮と、西南は荷塘鎮と、南は蛇形山鎮と洪山殿鎮とそれぞれ接している。

## 教育
- 万宝鎮中心小学
- 万宝鎮中学

## 交通

### 鉄道
- 洛湛線（中国語版）[3]
- 滬昆線[3]

### 道路
- 省道S209[3]
- S70婁底—懐化高速公路[3]